# Diphyus gibbosus
Diphyus gibbosus är en stekelart som först beskrevs av Berthoumieu 1899.  Diphyus gibbosus ingår i släktet Diphyus och familjen brokparasitsteklar. Inga underarter finns listade i Catalogue of Life.